# Postludium
Postludium – utwór odgrywany po zakończeniu nabożeństwa, zwykle organowy i improwizowany. 
W suicie fortepianowej Ludus tonalis Paula Hindemitha z 1942, zawierającej 12 fug i 11 interludiów ostatnia część została nazwana postludium.